# Baia di Tongue
La baia di Tongue (in inglese: Tongue Bay, in gaelico: Tunga) è una baia collocata nell'area delle Highland, in Scozia, nella contea di Sutherland.
Il principale insediamento dell'area, che da poi il nome alla baia stessa, è il villaggio di Tongue, il più grande dell'area. Skullomie è un piccolo villaggio di pescatori che si trova ad un'estremità, mentre all'altra si trova Melness. Altra località rilevante è Talmine, paese di pescatori situato sulla baia di Talmine, una derivazione della baia di Tongue. Le Rabbit Islands sono tre, disabitate e che si estendono lungo la baia; Eilean nan Ròn (l'Isola dei Sigilli) è all'imbocco della baia. Dalla baia di Tongue la costa si estende verso nord-ovest e verso est. In generale, essa si presenta alta e rocciosa ed è intersecata da piccoli picchi. Le rocce lungo la costa sono piene di caverne con archi e pilastri naturali. La Shamrock, uno sloop del XIX secolo, si trova ancora oggi ancorato nella baia ed è protetto dalla Royal Commission on the Ancient and Historical Monuments of Scotland, così come ail porto di Scullomie, sempre nella baia.